# Hoven Droven

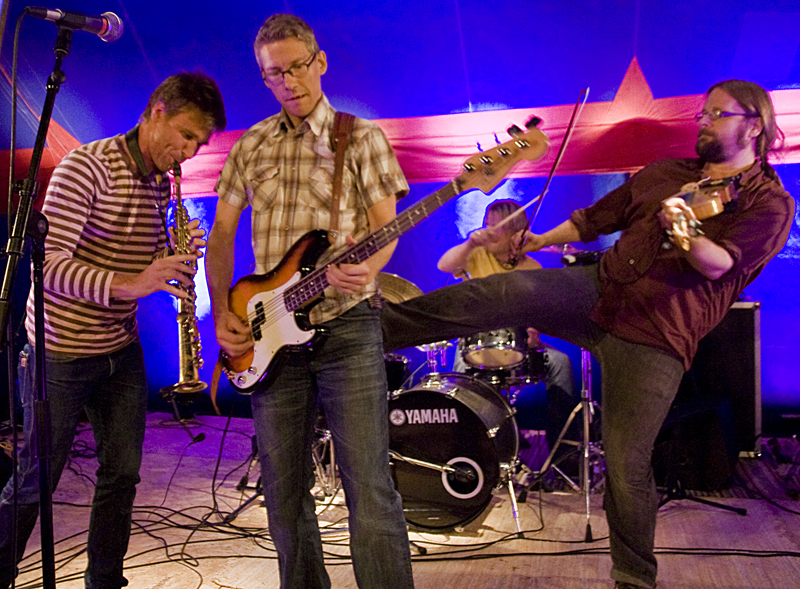
Hoven Droven in 2008

Hoven Droven (de vertaling: het zal wel komt er het dichtst bij) (uitspraak: Hoeven Droeven) is een Zweedse band, ze spelen een combinatie van folk met hardrock. Een vergelijkbare band was Kansas die dat met de  Amerikaanse volksmuziek deed. Kansas neigde meer naar de rock, Hoven Droven meer naar de folk en  er zijn ook metal-invloeden. De band is opgericht rond 1990 en komt uit de omgeving van Östersund.  
Musici in 2007:
- Kjell Erik Eriksson – viool;
- Bo Lindberg – gitaar;
- Pedro Blom – basgitaar;
- Jens Cómen – saxofoon;
- Björn Höglund – slagwerk.

## Discografie
- (1994): Hia Hia.
- (1996): Grov
- (1999): More happy moments
- (2001): Hippa
- (2004): Turbo
- (2006): Jumping at the Cedar (live).(genomineerd voor Zweedse Grammy Award)
- (2011): Rost